# Los pájaros (álbum)
Los pájaros es el tercer álbum del cantante y compositor de rock y ska argentino Vicentico, editado en 2006.

## Lista de canciones
Todas las canciones escritas y compuestas por Vicentico, excepto lo indicado. 
| N.º | Título                                        | Escritor(es)   | Duración |  |
| 1.  | «El árbol de la plaza»                        |                | 4:24     |  |
| 2.  | «El baile»                                    |                | 3:58     |  |
| 3.  | «Ayer» (con Daniel Melingo y Sr. Flavio)      | Daniel Melingo | 3:48     |  |
| 4.  | «Si me dejan» (con Sr. Flavio)                |                | 3:56     |  |
| 5.  | «Felicidad» (con Andrés Calamaro)             |                | 3:59     |  |
| 6.  | «La deuda»                                    |                | 3:56     |  |
| 7.  | «Desapareció»                                 |                | 4:41     |  |
| 8.  | «Las hojas»                                   |                | 3:56     |  |
| 9.  | «El fantasma»                                 |                | 2:44     |  |
| 10. | «Las manos» (con Daniel Melingo y Sr. Flavio) |                | 4:23     |  |

## Sencillos
1. El Árbol de la Plaza
2. Si Me Dejan
3. Felicidad
4. Las Manos